# Walter Ostermayer
Walter Ostermayer (* 3. November 1897 in Ulm; † 5. Oktober 1941 in Obuchiw  (gefallen)) war ein deutscher Bildhauer.

## Leben und Werk
Walter Ostermayer lebte mit seiner Familie ab 1899 in Stuttgart. Von 1916 bis 1918 nahm er als Freiwilliger am Ersten Weltkrieg in Frankreich teil und wurde dort schwer verwundet. Von 1918 bis 1920 studierte er bei Robert Knorr an der Kunstgewerbeschule Stuttgart. An der Kunstakademie Stuttgart besuchte er zeitgleich den Abendakt bei Arnold Waldschmidt. Künstlerisch erhielt er zahlreiche Anregungen von Albrecht Leo Merz in dessen Stuttgarter Werkschule. 1920 unternahm er eine Studienreise nach Italien. Er kam dort mit etruskischer und ägyptischer Plastik in Kontakt.
Von 1921 bis 1923 wirkte er als Assistent von Erwin Toku Bälz in dessen kunstgewerblichen Werkstätten in Ludwigsburg. Ab 1923 setzte er sich intensiv mit dem Werk Wilhelm Lehmbrucks auseinander. 1924 eröffnete er ein Atelier in Stuttgart. Als Bildhauer bevorzugte er die Technik des Zementgussverfahrens. 1929 wurde er Mitbegründer der Gruppe 1929 Stuttgart. Im gleichen Jahr wurde er Mitglied des Deutschen Künstlerbundes. 1934 baute er sein Atelierhaus in Weilheim unter Teck.
Ab 1939 leistete er freiwillig Kriegsdienst als Sanitätssoldat. Im Oktober 1941 fiel er in Obuchiw in der Ukraine.

## Werke
- Porträtbüste des Malers Rudolf Hengstenberg (1923).
- Weihnachtskrippen (1926)
- Porträtbüsten der Malerkollegen Hermann Sohn und Hans Spiegel (1928/1929).
- Sandsteinplastik für den Garten der Fabrikantenfamilie Becker in Weilheim unter Teck (1932).
- Porträtreliefs „Michael“ und „Sankt Martin“ für die Martinskirche Oberlenningen (1932).
- Büste des Schriftstellers Wilhelm Lehmann (1932, angefertigt in Oberlenningen, wo Lehmann auf der Urlaubsrückreise aus dem Tessin bei der Fabrikantenfamilie Becker weilte.).
- Welfenstandbild an der Kaserne in Weingarten (1936).
- Pferdegruppe am Gebäude der Landesgirokasse Stuttgart (1936).

## Ausstellungsteilnahmen (Auszug)
- 1923, 1924, 1926, 1927, 1928, 1947 Stuttgarter Sezession.
- 1923, 1931: Kunsthaus Schaller (Stuttgart, Einzelausstellung).
- 1929: Herbstschau der Gruppe 1929 Stuttgart (Kunstgebäude Stuttgart).
- 1930: Berliner Secession.
- 1930: Ausstellung Künstler im Reich, Berlin.